# 拉斯博尔达斯
拉斯博尔达斯（西班牙語：Las Bordas）是西班牙加泰罗尼亚莱里达省的一个市镇。总面积22平方公里，总人口208人（2001年），人口密度9人/平方公里。